# Rafa Delgado
Rafael Delgado González (Granada, 24 de octubre de 1932-ibídem, 10 de abril de 1996) fue un futbolista español que jugaba en la demarcación de delantero. Con 157 partidos y 101 goles es el actual máximo goleador de la historia del Granada C. F.

## Biografía
Su inicio en el mundo del fútbol fue en el equipo provincial del Alhambra desde el que pasó al Recreativo de Granada, equipo filial del Granada CF donde jugó durante cuatro temporadas. Durante la temporada 1955/56 se convirtió en el pichichi de la Segunda División de España con 27 goles marcados. Dejó el club en 1955 para fichar por el Club Atlético de Madrid. No llegó a ganar ningún título con el club, aunque sí quedó subcampeón en la Primera División de España en 1958 y de la Copa del Generalísimo en 1956. En 1959 fichó por el R. C. Deportivo de La Coruña, y tras otro paso por el Granada CF por dos años, se convirtió en el máximo goleador de la historia del equipo nazarí. También jugó en el A. D. Plus Ultra, y finalmente en 1963 volvió a jugar en el Deportivo de La Coruña, quedando primero en la Segunda División en la temporada 1963/64, siendo este año en el que se retiró como futbolista.
Falleció en 1996 a los sesenta y tres años en la provincia de Granada cuando presenciaba la final de la Copa del Rey que ganó su antiguo equipo, el Atlético de Madrid.

## Selección nacional
Llegó a disputar un partido con la selección española de fútbol B en 1958 en la III Copa del Mediterráneo.

## Clubes
| Club                         | País   | Año       | Partidos | Goles |
| ---------------------------- | ------ | --------- | -------- | ----- |
| Granada C. F.                | España | 1951-1955 | 157      | 101   |
| Club Atlético de Madrid      | España | 1955-1959 | 74       | 30    |
| R. C. Deportivo de La Coruña | España | 1959-1960 | 18       | 9     |
| Granada C. F.                | España | 1960-1962 | 36       | 20    |
| A. D. Plus Ultra             | España | 1962-1963 | 8        | 3     |
| R. C. Deportivo de La Coruña | España | 1963-1964 | 5        | 1     |

## Palmarés

### Campeonatos nacionales
| Título           | Club                         | País   | Año       |
| ---------------- | ---------------------------- | ------ | --------- |
| Segunda División | R. C. Deportivo de La Coruña | España | 1963/1964 |

### Distinciones individuales
| Título                                 | Club          | País   | Año  |
| -------------------------------------- | ------------- | ------ | ---- |
| Trofeo Pichichi de la Segunda División | Granada C. F. | España | 1956 |